# قمارخانه
قمارخانه یا کازینو محلی برای انجام انواع بازی‌ها و قمار کردن بر سر آن‌هاست. اغلب قمارخانه‌های دنیا به همراه مجموعه‌های تفریحی، هتل‌ها، رستوران‌ها و فروشگاه‌های بزرگ ساخته شده‌اند. برخی قمارخانه‌ها مرکز برگزاری مجالس متنوع مثل نمایش‌های کمدی و کنسرت‌های بزرگ می‌باشند.

## تاریخچهٔ قمارخانه‌ها

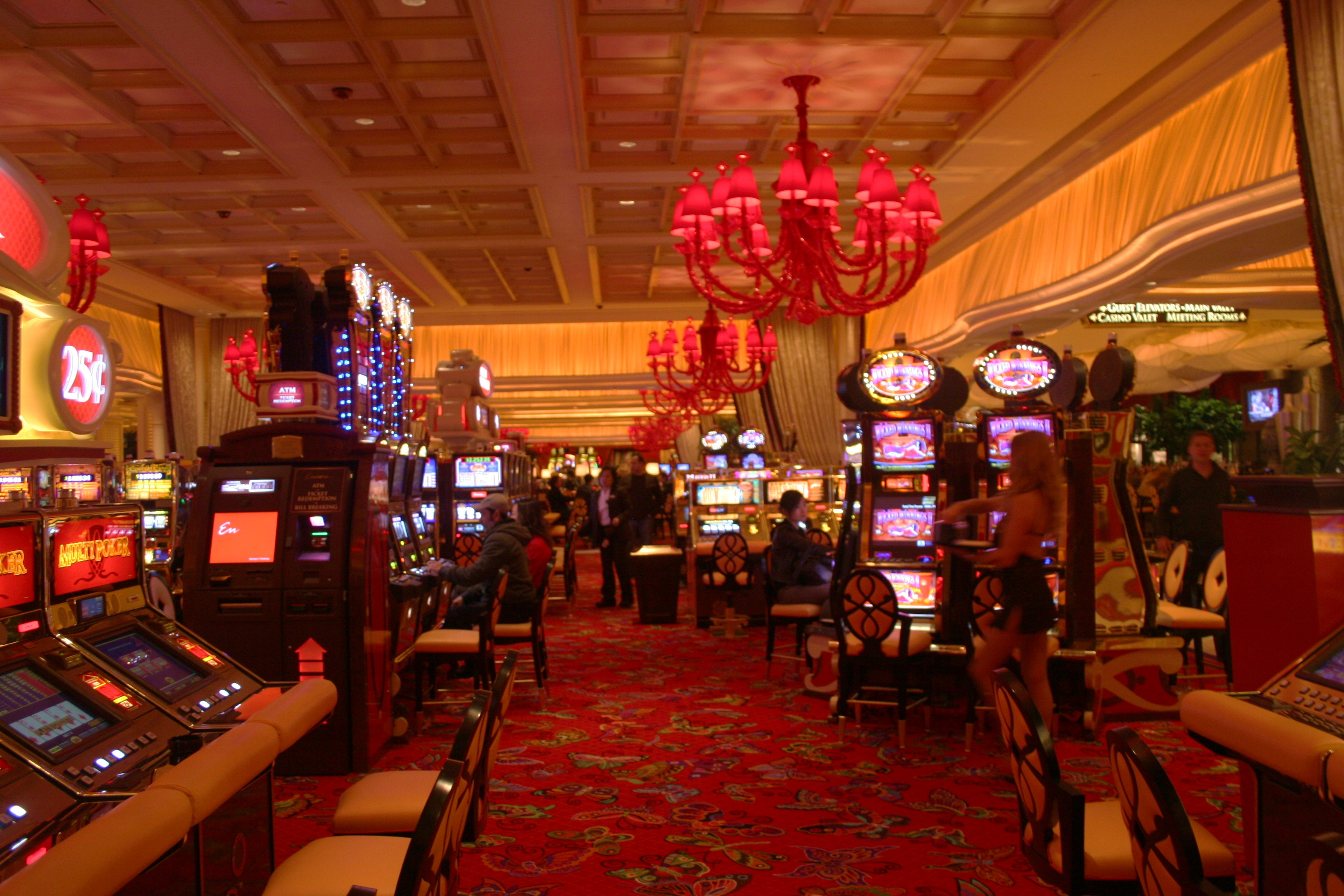
نمایی از ماشین‌های شانس یا اصطلاحاً «اسلات» در محیط داخلی یک کازینو در یکی از هتل‌های گران‌قیمت در شهر لاس‌وگاس.

منبع اولیهٔ پیدایش قمار ناپیداست. چینی‌ها برای نخستین بار ۲۳۰۰ سال پیش از میلاد مسیح انجام قمار را ثبت کرده‌اند ولی قمار در تمام جوامع و دوره‌های تاریخی به چشم خورده است. از دوره‌های یونان و روم باستان و ایران صفوی باستان تا ناپلئون و دربار فرانسه و انگلیس قصه‌های بسیاری سرشار از بازی‌های مختلف بر سر پول و اموال یکدیگر بر مبنای شانس و احتمالات دیده می‌شود.
قمارخانه یا همان کازینوها ابتدا در آمریکا به سالن شهرت داشتند و توسعه و شکل‌گیری انواع این سالنها به چهار شهر مهم مربوط می‌شده است: نیو اورلئان، سنت لوییس، شیکاگو و سانفرانسیسکو. در این سالنها مسافران می‌توانستند اشخاصی را بیابند که با آن‌ها هم صحبت شوند، بنوشند و قمار کنند. در ابتدای قرن بیستم، قمار در آمریکا ممنوع اعلام شد اما بعدها در سال ۱۹۳۱ در ایالت نوادا - لاس وگاس قانونی اعلام شد. بعد از آن در سال ۱۹۷۸ ایالت نیوجرسی، شهر آتلانتیک نیز به صنعت قمار آمریکا اضافه شد.

## انواع بازی‌ها

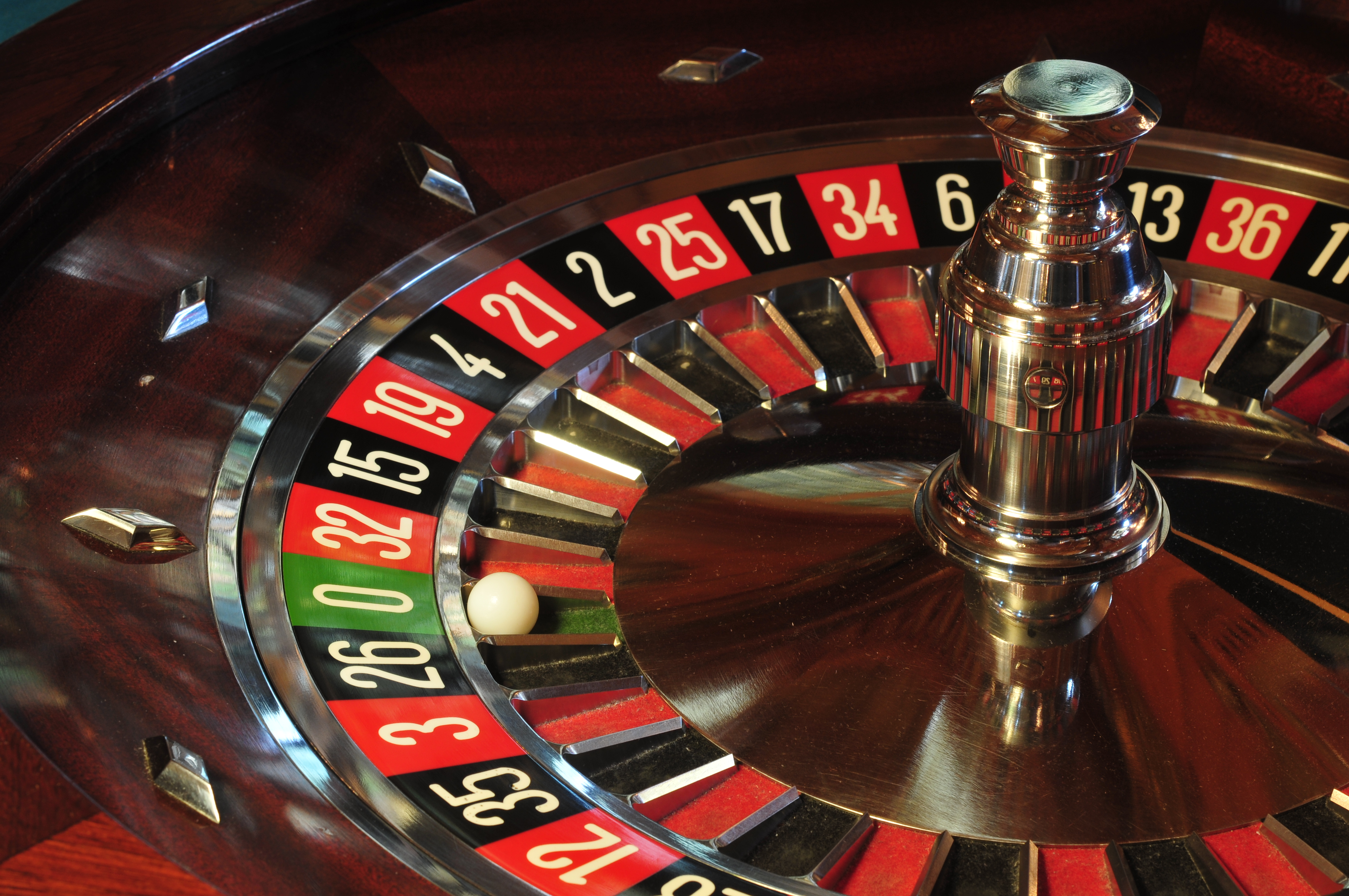
تصویر مربوط

در اغلب قمارخانه‌ها بازی‌هایی با دستگاهی به نام اسلات ماشین یا بازی‌های بر اساس شانس دیگری مثل: رولت ترفند با  کارت وجود دارد.
بازی‌های دیگری که بر اساس ترفند‌ها و توانایی‌های ذهنی انجام می‌شوند نیز موجود هستند: پوکر و بلک‌جک. اما تمام این بازی‌ها باکارات اساس قوانین احتمالات ساختاری دارند که موجب می‌شود صاحب خانه یعنی قمارخانه در تمام زمان برندهٔ کلی باشد. با استفاده از این‌گونه قوانین معمولاً قمارخانه‌ها فرمولی برای محاسبه امتیاز بازیکنان در قمارخانه دارند. هر چه زمان بیشتری و پول بیشتری در قمارخانه صرف کنند، اصطلاحاً امتیاز بیشتری کسب می‌کنند و می‌توانند از این امتیازات برای دریافت نوشیدنی
و یا اقامت رایگان در هتل قمارخانه و ... بهره ببرند.

## درآمد
در سال ۲۰۱۲ میلادی، درآمد قمارخانه‌های ماکائو مبلغی بالغ بر ۳۸ میلیارد دلار در مقایسه با قمارخانه‌های لاس‌وگاس با تنها ۶ میلیارد دلار بود.

## نگارخانه

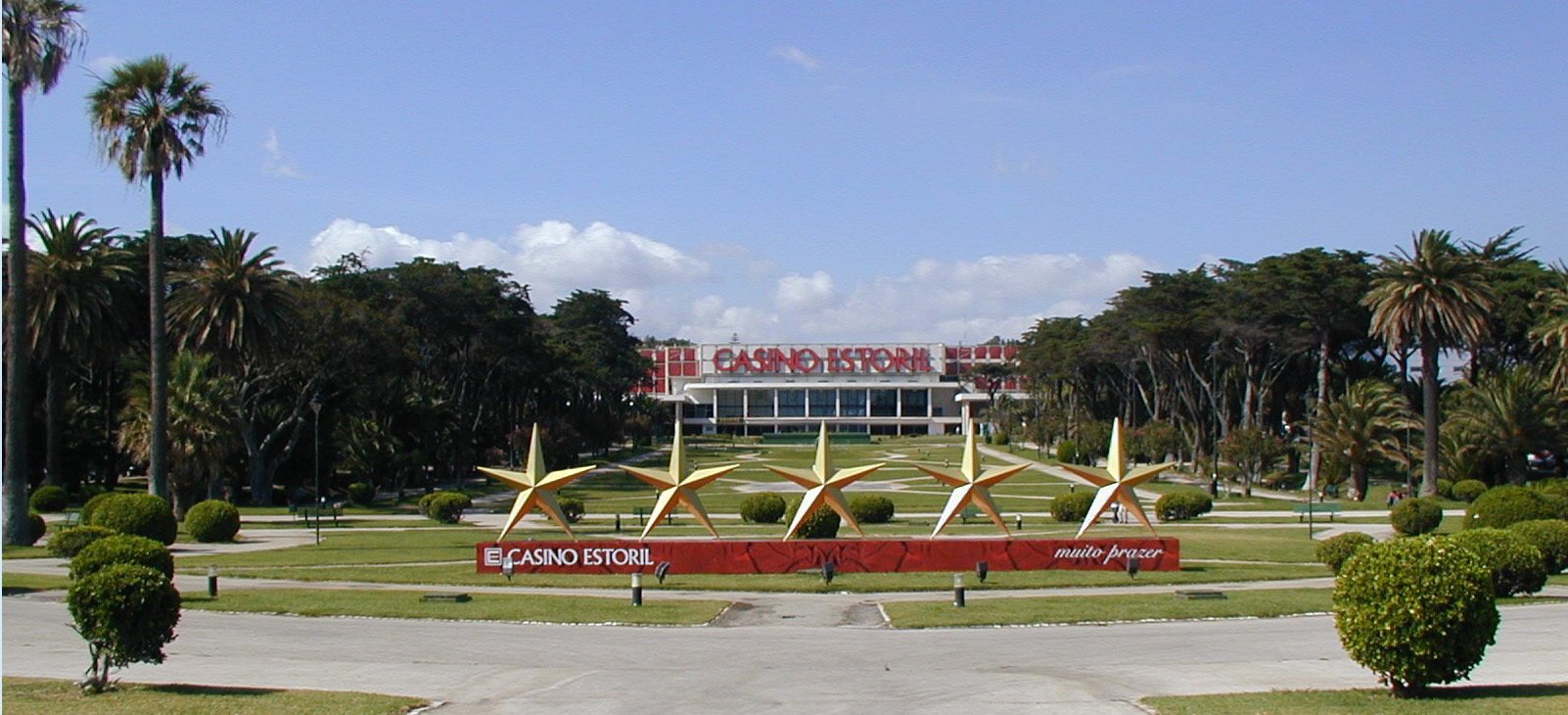